# محمد باش (مغني)
محمد باش (6 نوفمبر 1982 -)، مغني ومؤلف وملحن سوري ولد في دمشق من أب سوري وأم أردنية.
وهو ابن لعائلة تتكون من والده ووالدته وثلاث أخوات بالإضافة له، عائلة الباش تمتلك وتدير فندق أثري ومطعم «بيك باش» في منطقة الشام القديمة في دمشق.
بدأ اهتمام محمد باش بالموسيقى في سن 14 عندما بدأ بأخذ دروس الموسيقى وتعلم العزف على البيانو وآلة الأورغ ولكن شغفه هو آلة الجيتار والتي بدأ بتعلم العزف عليها في سن ال 20 وكون فرقة موسيقية مع أستاذه.
مثل سوريا في برنامج ستار أكاديمي عام 2009 وكان هو المشترك الوحيد في تاريخ البرنامج الذي لم يصل للنهائيات وبالرغم من ذلك شارك بالغناء في جميع البرايمات حتى بعد خروجه في الربع النهائي من البرنامج.

## السيرة الفنية
خطى محمد باش أولى خطواته على طريق الشهرة في عام 2009 عندما تم قبوله في برنامج تليفزيون الواقع ستار أكاديمي في موسمه السادس وكان هو المتسابق السوري الوحيد في الموسم السادس وتمكن من الوصول لمرحلة متقدمة حيث غادر البرنامج وهو على بعد خطوة واحدة من التصفيات النهائية. خلال مدة بقائه في البرنامج، أدى محمد باش ألوان مختلفة من الأغاني والاستعراضات واكتسب مهارات جديدة في الأداء المسرحي بما في ذلك الرقص.
على مدار ستة عشر أسبوعاً، حظي محمد باش بفرصة الغناء مع ضيوف البرنامج من أشهر نجوم العالم وعلى رأسهم خوليو إجلسياس بالإضافة إلى كيث طومسون، دافيد فينديتا، لورين وولف، ريو، ماريو ريس، مساري، كارل وولف، ايف لاروك وجابا.

## نشاطات
بعد الشعبية الكبيرة التي حققها محمد باش في ستار أكاديمي، وبعد انتهاء البرنامج وتحديداً في أكتوبر 2009، وقع الاختيار على محمد باش لأداء أغنية وطنية باسم «أرض الحب» مهداة لوطنه سوريا في حفل افتتاح مهرجان دمشق السينمائي الدولي السابع عشر. الأغنية من كلمات سمير طحان وألحان سمير كويفاتي.
في ديسمبر 2009، أقام محمد باش حفلتين في مدينتي دمشق وحلب على غرار حفلات ستار أكاديمي الاستعراضية حيث استمرت كل حفلة لمدة 100 دقيقة غنى خلالها محمد باش أغاني مختلفة باللغتين العربية والإنجليزية وقدم أكثر من شكل استعراضي بمرافقة فرقة استعراضية سورية بالإضافة لأغانيه الخاصة من تأليفه وتلحينه.
وفي نهاية عام 2010 فاز محمد باش باستفتاء من موقع فانوس بلقب أكثر رجال العرب جاذبيه متفوقا على أسماء كبيرة في عالم الغناء والتمثيل 

## الإصدارات الفنية

### أغاني منفردة
- في نوفمبر من عام 2010 أصدر أول عمل غنائي له وهو أغنية رح انساكي [5] والتي هي من كلماته وألحانه أيضا وقد اصدرها في عيد ميلاده [6]
- أغنية أحلى الأيام كتتر لمسلسل أيام الدراسة 2.
- في منتصف شهر يونيو من عام 2011 أصدر أغنية باللهجة المصرية باسم حبك دمرني.
- في نهاية عام 2011 أصدر أغنية من كلماته وألحانه باسم مجنون.
- في عيد الحب من عام 2012 اهدي محمد أغنية سوريا شعبك أكبر لبلده سوريا واعتبر إنها بمثابة تحيه لجميع الشهداء.
- في 5 ديسمبر من عام 2012 أصدر أغنية خاص بالميلاد بعنوان «سوريين» بمشاركه كلا من الفنانة الشابة نانسي زعبلاوي والفنان الشاب هادي أسود.
- في ال 20 من ديسمبر 2012 وبمناسبه عيد ميلاد ابنه أخته «سما» قام بإصدار أغنية منفردة مهداة لها.

| اسم الأغنية                | سنه الإصدار | للاستماع            |
| -------------------------- | ----------- | ------------------- |
| رح انساكي                  | 2010        | اضغط هنا على يوتيوب |
| حبك دمرني                  | 2011        | اضغط هنا على يوتيوب |
| مجنون                      | 2011        | اضغط هنا على يوتيوب |
| سوريا شعبك أكبر            | 2012        | اضغط هنا على يوتيوب |
| أحلي أيام                  | 2012        | اضغط هنا على يوتيوب |
| سوريين - أغنية عيد الميلاد | 2012        | اضغط هنا            |
| سمسومة                     | 2012        | اضغط هنا على يوتيوب |

### ألبومات
- في 23 يوليو من نفس العام أصدر محمد باش أول ألبوم ديني له يا من في شهر رمضان المبارك والذي يضم 10 أناشيد دينية

كما قام بتصوير نشيدين على شكل الفيديو كليب وتم عرضهما في شهر رمضان وهما يا من  وأصبحنا وأمسينا.
| اسم الالبوم | سنه الإصدار | للاستماع                                                  |
| ----------- | ----------- | --------------------------------------------------------- |
| يا من       | 2012        | اضغط هنا نسخة محفوظة 15 أغسطس 2012 على موقع واي باك مشين. |

## الاغاني المصورة
| السنة | اسم الأغنية    | الالبوم | المخرج     | للمشاهدة            |
| ----- | -------------- | ------- | ---------- | ------------------- |
| 2012  | يَـا مَـن        | يا من   | كريم كباره | اضغط هنا على يوتيوب |
| 2012  | أصبحنا وامسينا | يا من   | كريم كباره | اضغط هنا على يوتيوب |
| 2012  | سمسومة         | ---     | كريم كباره | اضغط هنا على يوتيوب |

## الجوائز
| السنة | الجائزة                                    | الفئة                        | النتيجة |
| ----- | ------------------------------------------ | ---------------------------- | ------- |
| 2009  | استفتاء إذاعة المدينة FM السنوي            | أفضل مطرب صاعد               | فوز     |
| 2010  | استفتاء اذاعه المدينة FM السنوي            | أفضل مطرب صاعد               | فوز     |
| 2011  | MEMA Awards                                | أفضل مطرب صاعد               | فوز     |
| 2012  | Murex D'or Awards                          | أفضل مطرب صاعد               | رُشِّح     |
| 2012  | MEMA Awards                                | أفضل مطرب صاعد               | فوز     |
| 2012  | استفتاء اذاعه المدينة FM للأعمال الرمضانية | أفضل تتر مسلسل " احلى ايام " | فوز     |
| 2012  | استفتاء راديو فن FM للأعمال الرمضانية      | أفضل تتر مسلسل " احلى ايام " | فوز     |
| 2012  | استفتاء إذاعة فيرجن للأعمال الرمضانية      | أفضل تتر مسلسل " احلى ايام " | فوز     |
| 2012  | استفتاء إذاعة روتانا ستايل                 | أفضل فنان شاب                | فوز     |

## مواقع رسمية
- موقع محمد باش